# Đám mây Magellan Nhỏ
Đám Mây Magellan Nhỏ (SMC), hay Nubecula Minor, là một thiên hà lùn gần Ngân Hà. Nó được phân loại là thiên hà lùn vô định hình. Nó có đường kính khoảng 7.000 năm ánh sáng, gồm vài trăm triệu ngôi sao, và có khối lượng tổng cộng vào khoảng 7 triệu lần khối lượng Mặt Trời.